# BredaMenarinibus Monocar 240

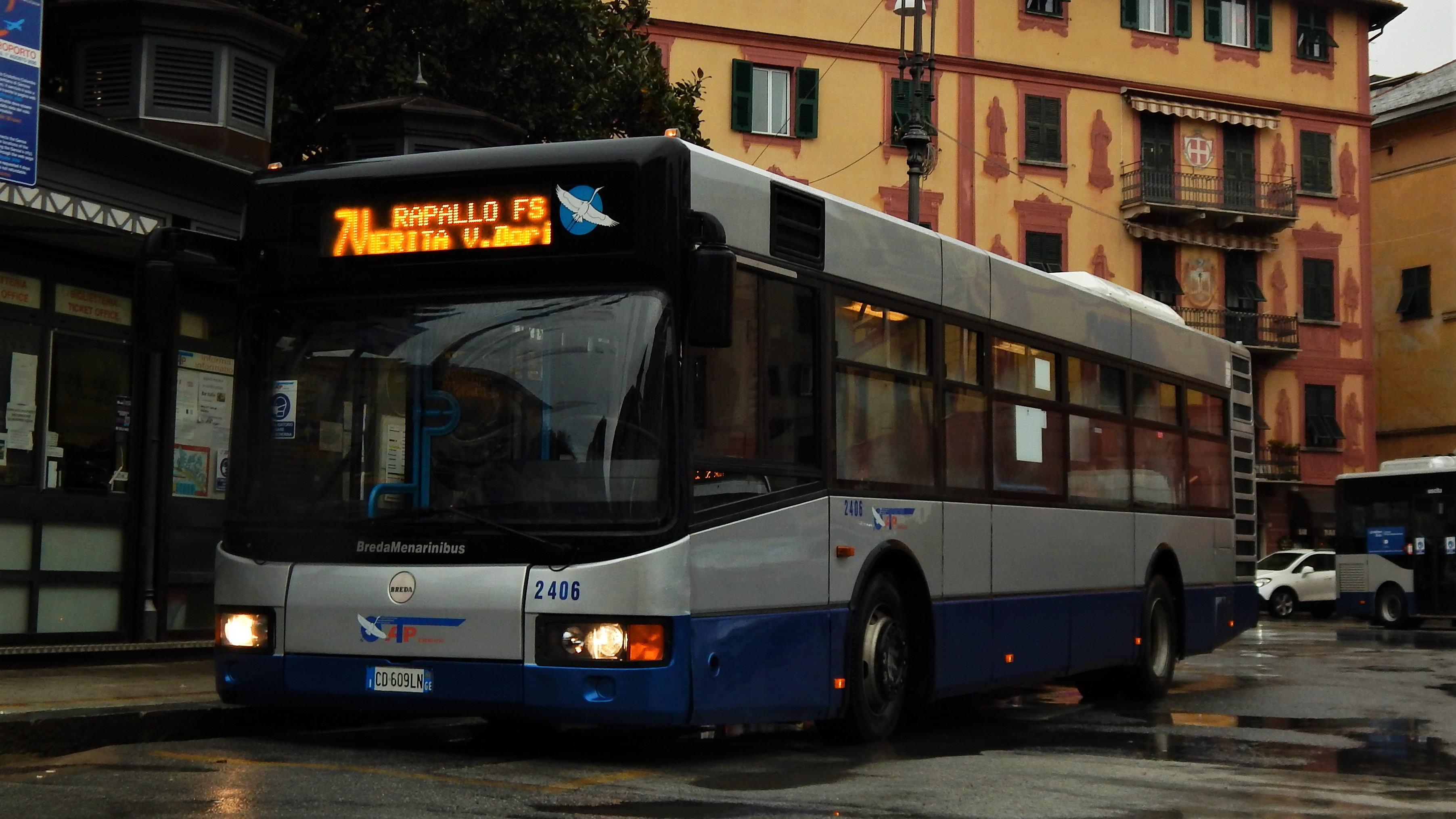
Il primo esemplare di Monocar 240 in servizio per ATP Esercizio nel Comune di Rapallo

Il BredaMenarinibus Monocar 240 è un autobus italiano a pianale ribassato prodotto dalla BredaMenarinibus tra il 1998 e il 2003. Esso è stato prodotto anche in versione articolata e filobus, in collaborazione con AnsaldoBreda. Dal Monocar 240 è derivato il diretto successore, il BredaMenarinibus Avancity.
La produzione è avvenuta nello stabilimento Breda di Bologna e il modello si è diffuso unicamente in Italia, fatta eccezione per una piccola parentesi della versione filobus nella città francese di Nancy.

## Storia
Il Monocar 240 venne presentato nel 1998 per rimpiazzare l'ormai datato Monocar 221, autobus che, sebbene fosse stato commercializzato da poco, risentiva molto delle linee della carrozzeria e dell'impostazione generale (mutuate dal precedente 220). Il maggior difetto era la presenza di un gradino in corrispondenza della porta posteriore.

## Tecnica
Il mezzo è stato disponibile con due motorizzazioni: Iveco 8360 o Mercedes-Benz OM 906 LA, anche se con l'entrata in vigore degli standard Euro 3 nel 2001 verrà prodotto con il solo motore Mercedes. Il cambio, sempre automatico, poteva essere ZF o Voith.
L'AnsaldoBreda F19 presentava invece un motore elettrico Ansaldo da 145 kW, assistito da un Diesel VM da 95 kW.

## Versioni

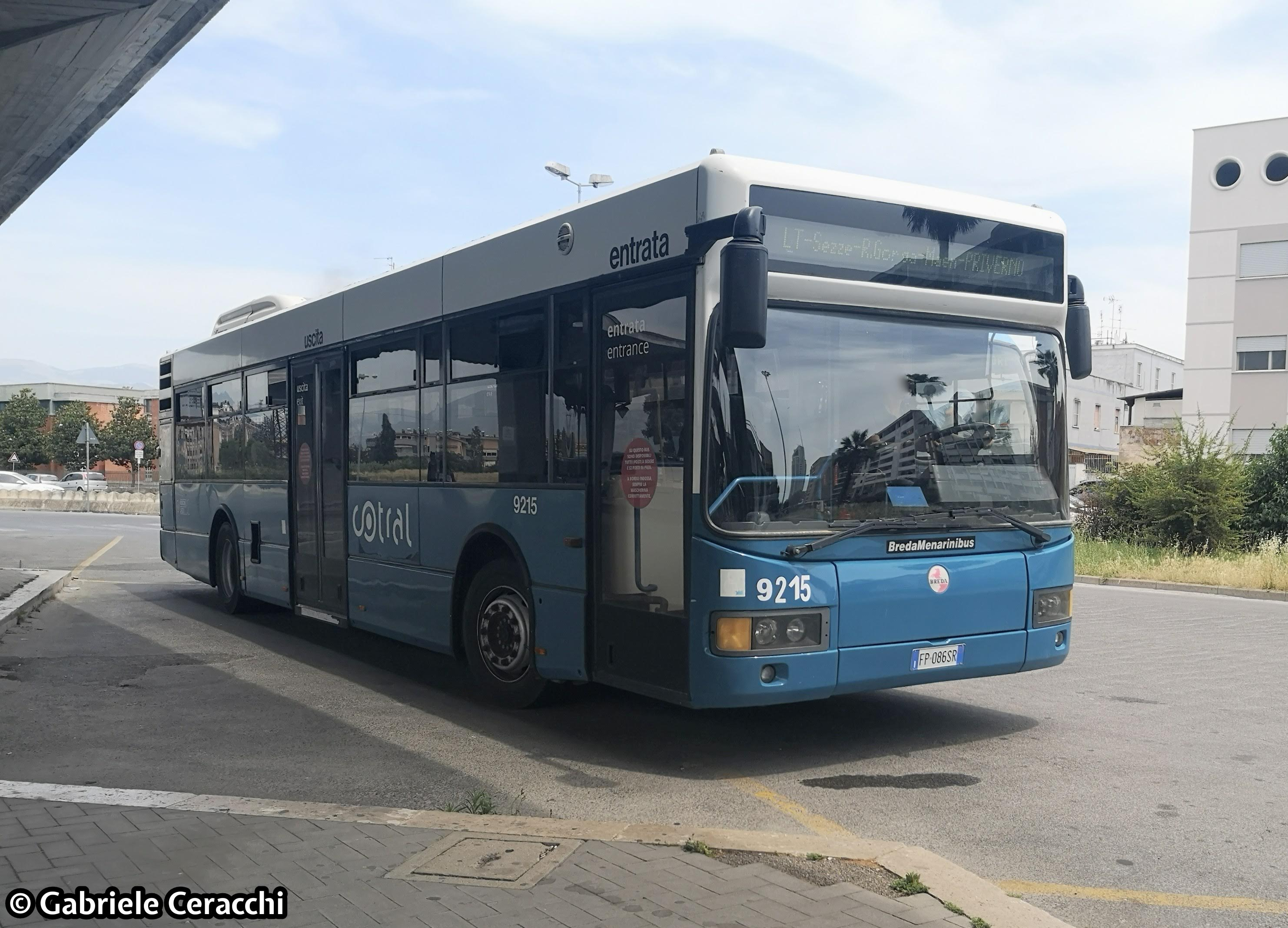
BredaMenarinibus 240LI di Cotral in sosta alle autolinee di Latina.

### Monocar 240 N
- Lunghezza: 10,5 m
- Allestimenti: urbano (NU), suburbano (NS)
- Alimentazione: gasolio, metano (Exobus)
- Porte: 3 (NU), 2 (NS)  rototraslanti o ad espulsione

### Monocar 240 L
- Lunghezza: 12 m
- Allestimenti: urbano (LU), suburbano (LS), interurbano (LI)
- Alimentazione: gasolio, metano (Exobus), ibrido[2]
- Porte: 3/4 (LU), 2 (LS e LI) rototraslanti o ad espulsione

### Monocar 340
- Lunghezza: 18 m
- Allestimenti: urbano (U), suburbano (S)
- Alimentazione: gasolio, metano (Exobus)
- Porte: 4 (340 U), 3 (340 S) rototraslanti o ad espulsione

### AnsaldoBreda F19
- Lunghezza: 12 m[3]
- Allestimento: urbano
- Alimentazione: elettrica/gasolio
- Porte: 3 rototraslanti o ad espulsione

### AnsaldoBreda F22
Una versione di 7 unità, realizzata specialmente per la città francese di Nancy fu denominata F22. Avendo cambiato il tipo di linea di alimentazione e l'altezza di contatto della stessa dopo avere collaudato il primo esemplare, i francesi hanno rifiutato di pagare le altre 6 unità. Dopo 6 anni di pratiche in tribunale, hanno finalmente accettato di pagare l'esemplare in servizio dal 2002 e restituito al costruttore italiano gli altri 6 rimasti fermi. I 6 filobus F22 rimpatriati sono stati acquistati dalla Conerobus di Ancona nel 2014.

## Diffusione
Grandi quantitativi di 240 sono stati acquisiti da: SITA-ATI poi Tevere TPL e adesso Roma TPL (Roma), ATR (Forlì e Cesena), ATV (Verona), CTM (Cagliari), ATC (Bologna), Trieste Trasporti (Trieste), Arriva Udine, ATAF (Firenze), STP (Brindisi), Cotral (Lazio), AMACO (Cosenza), Busitalia Campania (Campania), GTM (Pescara), ALI Autolinee Liguri Provincia di Genova (Città metropolitana di Genova), ATC Esercizio (La Spezia), STP (Otranto) e
Copit (Pistoia) 
In particolare,ATP Azienda Trasporti Provinciali e, successivamente la sua controllata ATP Esercizio, in seguito alla fusione divenuta AMT S.p.A.,ha posseduto fino al 19 Luglio 2021 (data del suo invio alla demolizione) il primo esemplare di questo mezzo (che venne immatricolato e venduto solamente nell'aprile 2003), nella versione NU a 3 porte, con il numero sociale n.2406. Il suo numero di telaio, visibile tramite il controllo della targa CD 609LN, è il seguente: ZCM2402N000028173. Oltre al primo esemplare, ATP ha posseduto altri 2 M240 NU (2404,2405), 3 M240 NS (1401,1402,1403), 4 M240 LS (1505,1506,1507,1508 tutti ancora in circolazione eccetto 1507), 1 M240 LI (4524) e anche altre vetture però appartenenti alla versione successiva del modello.
La versione filobus è stata acquistata da ANM e CTP (Napoli) e Conerobus (Ancona).